# Antonio Mohamed
Antonio Ricardo Mohamed Matijevich (Buenos Aires, 2 aprile 1970) è un allenatore di calcio ed ex calciatore argentino di origini siriane-libanesi, di ruolo attaccante, tecnico del Toluca.

## Biografia
Nel giugno del 2006, in un incidente stradale avvenuto in Germania, proprio mentre quest'ultimo paese era impegnato con i campionati del mondo, perde la vita il figlio di Mohamed, Faryd, di nove anni, e lo stesso allenatore era in pericolo di perdere una gamba.

## Carriera

### Giocatore

#### Club
Uscito dal sistema giovanile del Vélez Sársfield, Mohamed, detto El Turco per via del suo cognome, viene acquistato dall'Huracán, dove rimane per tre anni, dal 1988 al 1991. Alla fine di quella stagione la carriera di Mohamed si incrociò con quella di Gabriel Omar Batistuta. Venne infatti acquistato dalla Fiorentina per essere poi girato in prestito al Boca Juniors come "compensazione" per la cessione del fuoriclasse di Reconquista alla squadra italiana un anno prima del previsto (l'accordo fra la Fiorentina ed il Boca implicava il passaggio di Batistuta in viola a partire dalla stagione 1992-1993). Mohamed rimane al Boca una sola stagione segnando 4 reti in 15 partite. Nel 1992 passa all'Independiente, dove segna 2 volte in 26 partite.
In seguito si trasferisce nel campionato messicano di calcio, al Toros Neza. Qui rimane per 5 anni, dal 1993 al 1998, collezionando 180 presenze e segnando 40 volte. Mohamed continua la sua carriera in varie squadre messicane, più o meno blasonate, fino al suo ritiro nel CD Zacatepec, avvenuto nel 2003.

#### Nazionale
Nel 1991 Mohamed ha vinto la Copa América con la nazionale di calcio argentina, giocando in tutto 4 partite e segnando 1 gol.

### Allenatore
Nel 2003, stesso anno in cui Mohamed si ritira dall'attività agonistica, riveste per la prima volta l'incarico da allenatore, nella squadra in cui aveva iniziato la carriera professionistica, l'Huracán. Durante la prima parte di carriera da allenatore Mohamed guida varie squadre messicane: CD Zacatepec, Monarcas Morelia, Querétaro, Jaguares, Veracruz. Passato alla guida del Colón, in patria, nel 2007, il 22 settembre 2010 è nominato allenatore dell'Independiente, con cui si aggiudica la Coppa Sudamericana nello stesso anno, vinta dopo aver superato in finale i brasiliani del Goiás ai tiri di rigore. Il 5 settembre 2011 rassegna le dimissioni e firma un contratto con i messicani del Tijuana, squadra neopromossa nella Primera División. In un solo anno riesce a portare gli Xolos alla conquista del torneo di apertura, battendo in finale il Toluca per un globale di 4-1. Il 9 dicembre 2012 conferma che allenerà la squadra per un altro torneo. Dimessosi nel maggio 2013 e rientrato nel suo paese per stare più vicino alla propria famiglia, torna alla guida dell'Huracán, ma una serie di risultati negativi lo spingono alle dimissioni. Il 10 dicembre 2013 diviene l'allenatore del América, prestigioso club messicano, in vista del Torneo di Clausura 2014. Nell'aprile 2014 qualifica la squadra per i play-off del campionato, dove l'América esce ai quarti di finale contro il Santos Laguna per la regola dei gol fuori casa (6-6 il risultato complessivo). Si aggiudica poi il Torneo di Apertura 2014, accedendo così alla fase successiva del campionato, durante la quale la squadra accusa un calo di forma ed è minata da dissidi interni allo spogliatoio (Mohamed priva Paul Aguilar della fascia di capitano) e voci di calciomercato, oltre che dalle partenze già annunciate di Luis Ángel Mendoza e Jesús Molina. Malgrado le difficoltà Mohamed guida l'América alla vittoria del titolo, nella doppia finale contro il Tigres UANL, per poi dimettersi. Il 16 febbraio 2015 è nominato tecnico del Monterrey, dove rimane tre anni. Subentrato sulla panchina del Celta Vigo il 22 maggio 2018, è esonerato il 12 novembre dopo un inizio di campionato negativo (tre vittorie in tredici giornate).

## Palmarès

### Giocatore

#### Club

##### Competizioni nazionali
- Campionato argentino: 1

Boca Juniors: Apertura 1992

##### Competizioni internazionali
- Copa Master de Supercopa: 1

Boca Juniors: 1992

#### Nazionale
- Coppa America: 1

Cile 1991

### Allenatore

#### Competizioni statali
- Campionato Mineiro: 1

Atlético Mineiro: 2022

#### Competizioni nazionali
- Campionato messicano: 4

Club Tijuana: Apertura 2012
América: Apertura 2014
Monterrey: Apertura 2019
Toluca: 2024-2025 (Clausura)
- Coppa del Messico: 1

Monterrey: Apertura 2017
- Supercoppa del Brasile: 1

Atlético Mineiro: 2022

#### Competizioni internazionali
- Coppa Sudamericana: 1

Independiente: 2010